# Unnuakomys hutchisoni
Unnuakomys hutchisoni — викопний вид примітивних ссавців родини Pediomyidae, що існував у пізній крейді (69 млн років тому). Викопні рештки ссавця знайдені в кар'єрі Кікак-Тегосеак у відкладеннях формації Принц-Крік в окрузі Норт-Слоуп на крайньому півночі Аляски.

## Опис
Описаний по фрагменту верхньої щелепи з двома зубами. Ссавець був розміром з мишу. Форма зубів вказує на комахоїдний раціон.